# The One (chanson des Backstreet Boys)
Pour les articles homonymes, voir The One.
Singles de Backstreet Boys
Show Me the Meaning of Being Lonely
(2000) Shape of My Heart
(2000)
Clip vidéo
[vidéo] « The One », sur YouTube
The One est une chanson du boys band américain Backstreet Boys extraite de leur troisième album studio, intitulé Millennium et sorti (aux États-Unis) le 18 mai 1999.
Environ un an après la sortie de l'album, la chanson a été publiée en single (aux États-Unis, le 16 mai 2000). C'était le quatrième et dernier single tiré de cet album, après I Want It That Way, Larger than Life et  Show Me the Meaning of Being Lonely.
La chanson a débuté à la 58e place du Hot 100 du magazine américain Billboard pour la semaine du 27 mai 2000 et atteint la 30e place dans la semaine du 1er juillet.
Au Royaume-Uni, la chanson a débuté à la 8e place du hit-parade des singles pour la semaine du 18 au 24 juin 2000. Elle a également atteint le top 10 dans plusieurs autres pays, y compris l'Italie, l'Espagne et la Belgique francophone.